# Valdaracete
Valdaracete är en kommun i Spanien. Den ligger i den autonoma regionen Madrid, i den centrala delen av landet, 50 km sydost om huvudstaden Madrid. Antalet invånare är 645 (2024).